# Нью-Саффолк
Нью-Саффолк — статистически обособленная местность в США, которая примерно соответствует одноименной деревушке в городе Саутолд в округе Саффолк, шт. Нью-Йорк. Население при переписи 2010 года составляло 349 человек. 

## История

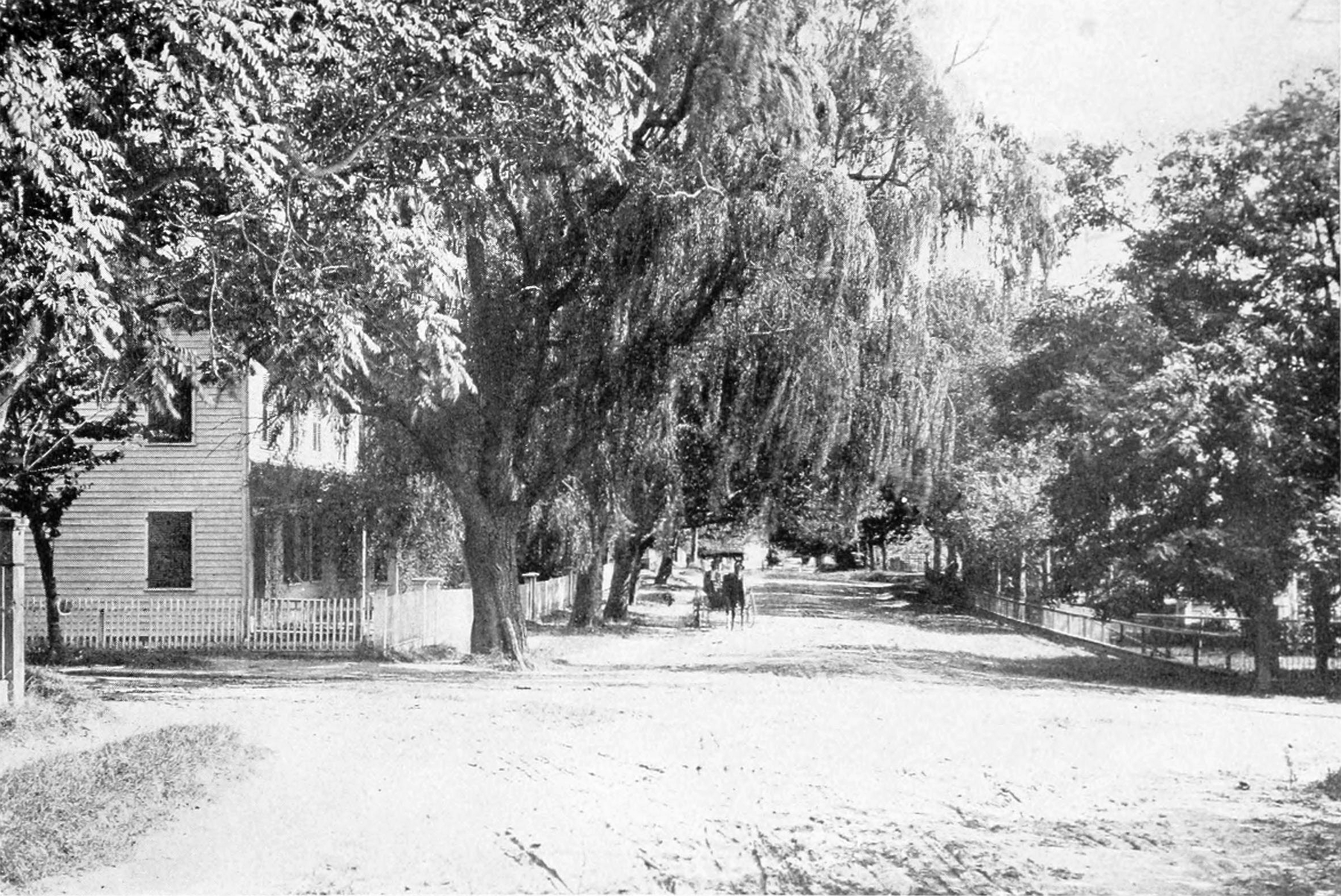
Нью-Саффолк, 1901 г.

Подводная лодка USS Holland (SS-1), первая введенная в строй подводная лодка в ВМС США, наряду с пятью другими подводными лодками типа Plunger, спроектированными Holland Torpedo Boat Company, базировалась в Нью-Саффолке между 1899 и 1905 годами, что дало повод объявить деревню «Первой базой подводных лодок» в США. «База подводных лодок» располагалась на 1-й улице между Мейн и Кинг-стрит.  В это время название компании Холланда было изменено на Electric Boat. 
В 2007 году в двухкомнатном школьном доме в Нью-Саффолке училось девять учеников классов K-6, что делало его одним из самых маленьких школьных округов в штате Нью-Йорк.

## География
По данным Бюро переписи населения США, деревня имеет общую площадь 1,6 км2, из которых 1,4 км2    приходится на сушу. 

## Демография
По переписи населения 2000 года в деревне было 337 человек, 172 домашних хозяйства и 98 семей, проживающих в сообществе. Плотность населения составляла 180,7 чел. на 1 км2. Насчитывалось 298 единиц жилья со средней плотностью 159,8 на км2. Расовый состав составлял 94,36% белых, 1,19% афроамериканцев, 0,30% азиатов, 1,48% представителей других рас и 2,67% представителей двух или более рас. Латиноговорящие любой расы составляли 3,56% населения. 
Насчитывалось 172 семьи, из которых 16,3% имели детей в возрасте до 18 лет, проживающих с ними, 45,9% были супружескими парами, живущими вместе, в 6,4% семей женщины проживали без мужей, а 43,0% не имели семьи. 34,3% всех домохозяйств состоят из одиночек в том числе 19,8% из одиночек 65 лет и старше. Средний размер домохозяйства 1,96 чел., а средний размер семьи 2,44 чел. 
По возрастам население было распределено следующим образом: 12,8% в возрасте до 18 лет, 3,0% от 18 до 24 лет, 23,1% от 25 до 44 лет, 31,2% от 45 до 64 лет и 30,0% в возрасте 65 лет или старше. Средний возраст составлял 53 года. На каждые 100 женщин насчитывалось 89,3 мужчин. На каждые 100 женщин возрастом 18 лет и старше насчитывалось 89,7 мужчин. 
Медианный доход домохозяйства в общине составлял $51 667 в год, а медианный доход семьи — $74 688. Средний доход мужчин составлял $36 875 по сравнению с $36 563 у женщин. Доход на душу населения  составлял $32 740. Около 4,2% семей и 6,1% населения были ниже черты бедности, в том числе никто из лиц моложе 18 лет и 13,0% лиц в возрасте 65 лет и старше. 